# 北疆风铃草

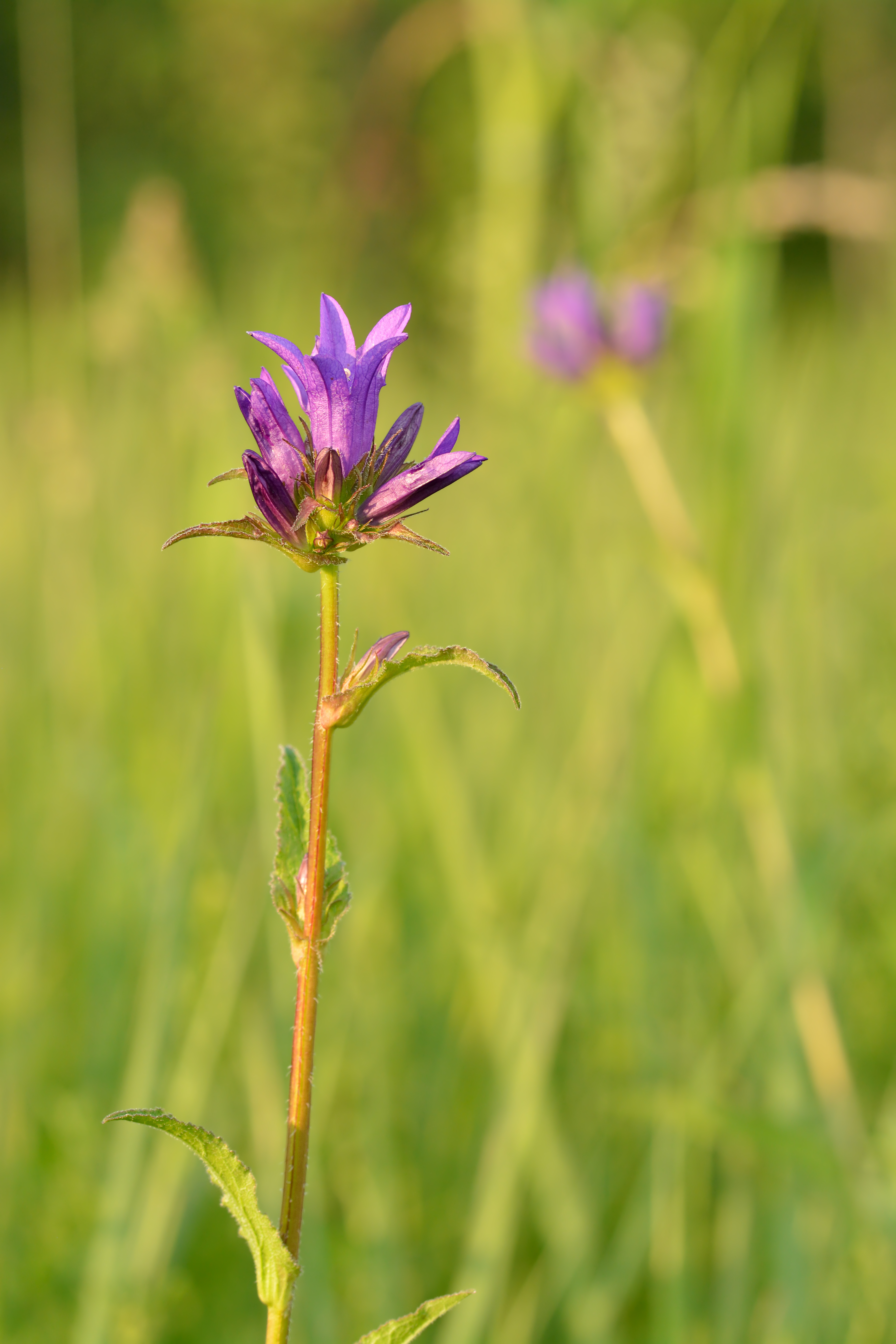

北疆风铃草（Campanula glomerata L.）为桔梗科风铃草属多年生草本植物。

## 形态
茎直立，高0.2-1.3米。基生叶具长柄，卵状披针形至卵形，6-15×2-7厘米，基部心形，顶端急尖；茎生叶下部的具长柄，上部的无柄，椭圆形、长卵形至卵状披针形, 4-10×0.7-4厘米，基部截形、圆形或楔形，顶端急尖或渐尖；全部叶边缘有尖锯齿。花数朵集成头状花序，无总梗，亦无花梗，在茎顶集成复头状花序，有时在茎中上部叶腋间也有单生的头状花序；总苞片卵圆状三角形，每朵花下还有一枚大小不等的苞片，在头状花序中间的花先开，其苞片也最小。花萼裂片钻形至线状三角形，7-13×2-3毫米；花冠紫色、蓝紫色或蓝色（稀白色），管状钟形，长1.5-2.5厘米，分裂至中部。蒴果近球形至倒卵状圆锥形，长约4.5毫米。种子长矩圆状，扁，长1-1.5毫米。花期7-9月，果期9-10月。2n=30,34,90。

## 分布
生于海拔2600米以下的草地、亚高山草甸、灌丛、山坡草地。产黑龙江、吉林、辽宁、内蒙古、新疆。日本九州、朝鲜半岛、蒙古、俄罗斯、哈萨克斯坦、西亚、欧洲也有分布。广泛栽培供观赏，在北美归化。

## 亚种
接受亚种15个, 中国有3个。
- 北疆风铃草（新疆天山及以北地区；哈萨克斯坦、俄罗斯、欧洲）
- 聚花风铃草（黑龙江、吉林、辽宁东部、内蒙古东北部；日本九州、朝鲜半岛、蒙古、俄罗斯东南部）
- 大青山风铃草（内蒙古东南部）
- （阿尔卑斯、东欧至哈萨克斯坦）
- （西伯利亚西部）
- （巴尔干半岛北部至伊朗）
- （土耳其东部至伊朗东北部）
- （高加索）
- （土耳其东北部至高加索）
- （外高加索西部）
- （外高加索西部）
- （喀尔巴阡东部）
- （喀尔巴阡至意大利中部、塞尔维亚）
- （南欧）
- （阿尔卑斯南部）

## 别名
聚花风铃草(C. glomerata subsp. speciosa)和名为，韩名为（紫花棒）。